# STS-71-D
STS-71-D – anulowana misja promu Columbia. Początkowo planowana była na luty 2007 r., później przełożona na grudzień 1987 r. Po katastrofie Challengera odwołana.